# Virginia Slims of Los Angeles 1985
Virginia Slims of Los Angeles 1985 — жіночий тенісний турнір, що проходив на відкритих кортах з твердим покриттям Manhattan Beach Country Club у Лос-Анджелесі (США). Належав до турнірів 4-ї категорії в рамках Світової чемпіонської серії Вірджинії Слімс 1985. Відбувсь удванадцяте і тривав з 28 липня до 4 серпня 1985 року. П'ята сіяна Клаудія Коде-Кільш здобула титул в одиночному розряді.

## Фінальна частина

### Одиночний розряд
Клаудія Коде-Кільш —  Пем Шрайвер 6–2, 6–4
- Для Коде-Кільш це був 1-й титул в одиночному розряді за сезон і 6-й — за кар'єру.

### Парний розряд
Клаудія Коде-Кільш /  Гелена Сукова —  Гана Мандлікова /  Венді Тернбулл 6–4, 6–2